# Liga Mexicana de Baloncesto Profesional Femenil 2018
La Temporada 2018 de la LMBPF fue la quinta edición de la Liga Mexicana de Baloncesto Profesional Femenil.
Para este torneo sorprende la ausencia de los equipos fundadores de la Liga como lo fueron Tapatías de Jalisco, Nueceras de Amecameca y Leonas de Cenhies, así como del equipo de Jarochas Club.
Los equipos que participaron fueron Lobas de Aguascalientes (actuales Campeonas), Mieleras de Guanajuato (Subcampeonas), Mexcaltecas de Nayarit, Reinas La Paz, Gamos, Aztks del Estado de México, Quetzales de Sajoma y Acereras de San Luis que se integra a la competición.
La temporada comenzó el sábado 17 de febrero de 2018, con un calendario conformado por 14 jornadas, comenzando en febrero y culminando en el mes de abril con una duración de tres meses. A diferencia del año anterior, volverá a formato round robin, es decir, todas las quintetas se medirán en el torneo.

## Equipos participantes
| Liga Mexicana de Baloncesto Profesional Femenil 2020 |                   |                                       |                                     |
| Equipo                                               | Entrenador        | Ciudad                                | Sede                                |
| Acereras de San Luis                                 | Richard Vázquez   | San Luis Potosí, San Luis Potosí      | Auditorio Miguel Barragán           |
| Aztks del Estado de México                           | Ángel Fernández   | Tlalnepantla de Baz, Estado de México | Domo Castel Cleto Reyes             |
| Gamos Mx                                             | Arturo White      | Ciudad de México                      | Deportivo Eduardo Molina            |
| Lobas de Aguascalientes                              | Armando Acosta    | Aguascalientes, Aguascalientes        | Auditorio Hermanos Carreón          |
| Mexcaltecas de Nayarit                               | Francisco López   | Tepic, Nayarit                        | Auditorio Niños Héroes              |
| Mieleras de Guanajuato                               | Jonathan Villegas | Guanajuato, Guanajuato                | Auditorio Municipal de Yerbabuena   |
| Quetzales Sajoma                                     | Gerardo Sánchez   | Ciudad de México                      | Cancha Basquetbol Gustavo A. Madero |
| Reinas La Paz                                        | César Fierro      | Los Reyes, Estado de México           | Gimnasio Soraya Jiménez             |

### Clasificación
JJ = Juegos Jugados, JG = Juegos Ganados, JP = Juegos Perdidos, Ptos. = Puntos Obtenidos